# Paralamprotatus
Paralamprotatus is een geslacht van vliesvleugeligen uit de familie Pteromalidae. De wetenschappelijke naam van dit geslacht is voor het eerst geldig gepubliceerd in 1985 door Liao.

## Soorten
Het geslacht Paralamprotatus omvat de volgende soorten:
- Paralamprotatus longicornis Liao, 1985
- Paralamprotatus striatus Liao, 1985